# Carska bara
La Carska Bara (en serbe cyrillique : Царска бара) est une réserve naturelle située au nord de la Serbie, dans la province de Voïvodine (identifiant no RP 09). Depuis 1996, le site est inscrit sur la liste des sites Ramsar pour la conservation et l'utilisation durable des zones humides (site no 819),. Il est également considéré comme une zone importante pour la conservation des oiseaux (ZICO no RS013).
La Carska bara est la plus vaste tourbière et l'une de plus grandes réserves naturelles en Serbie[réf. nécessaire].

## Flore et faune
De nombreuses plantes autochtones côtoient celles d'importation plus récente. On peut y observer diverses plantes aquatiques, parmi lesquelles la fougère aquatique, des nymphéacées, du plumbago, de l'achillée, de l'absinthe.

## Galerie

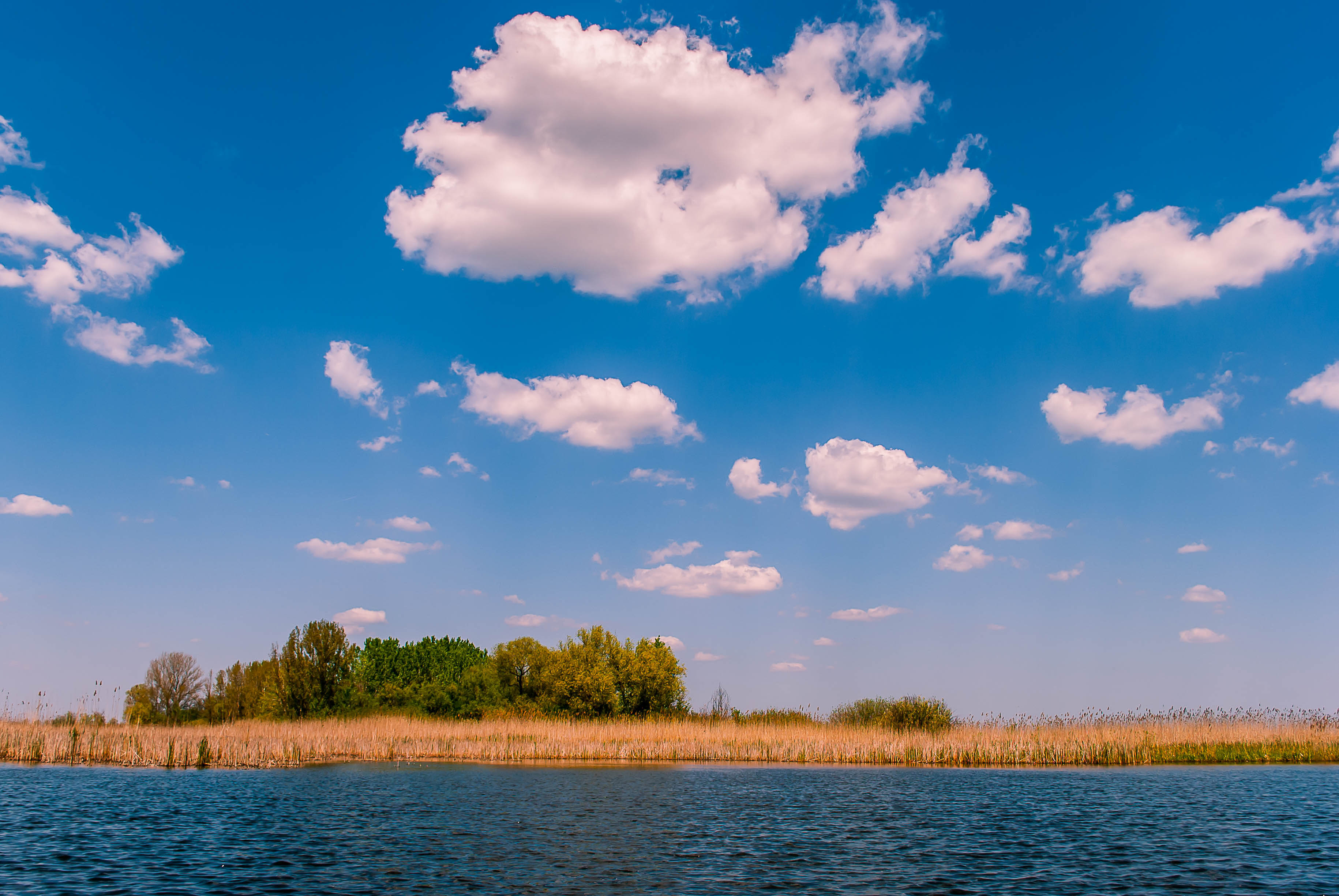
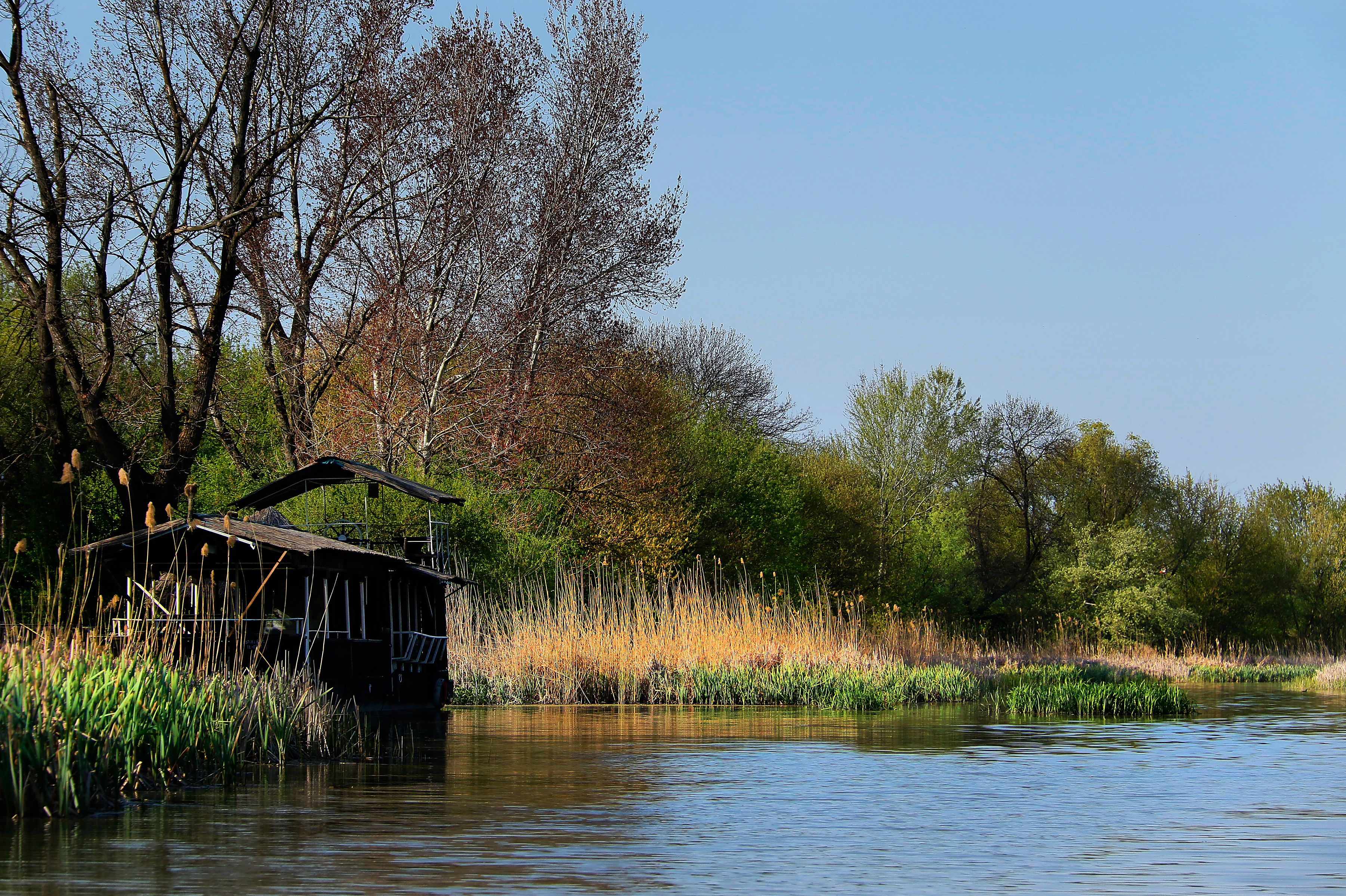
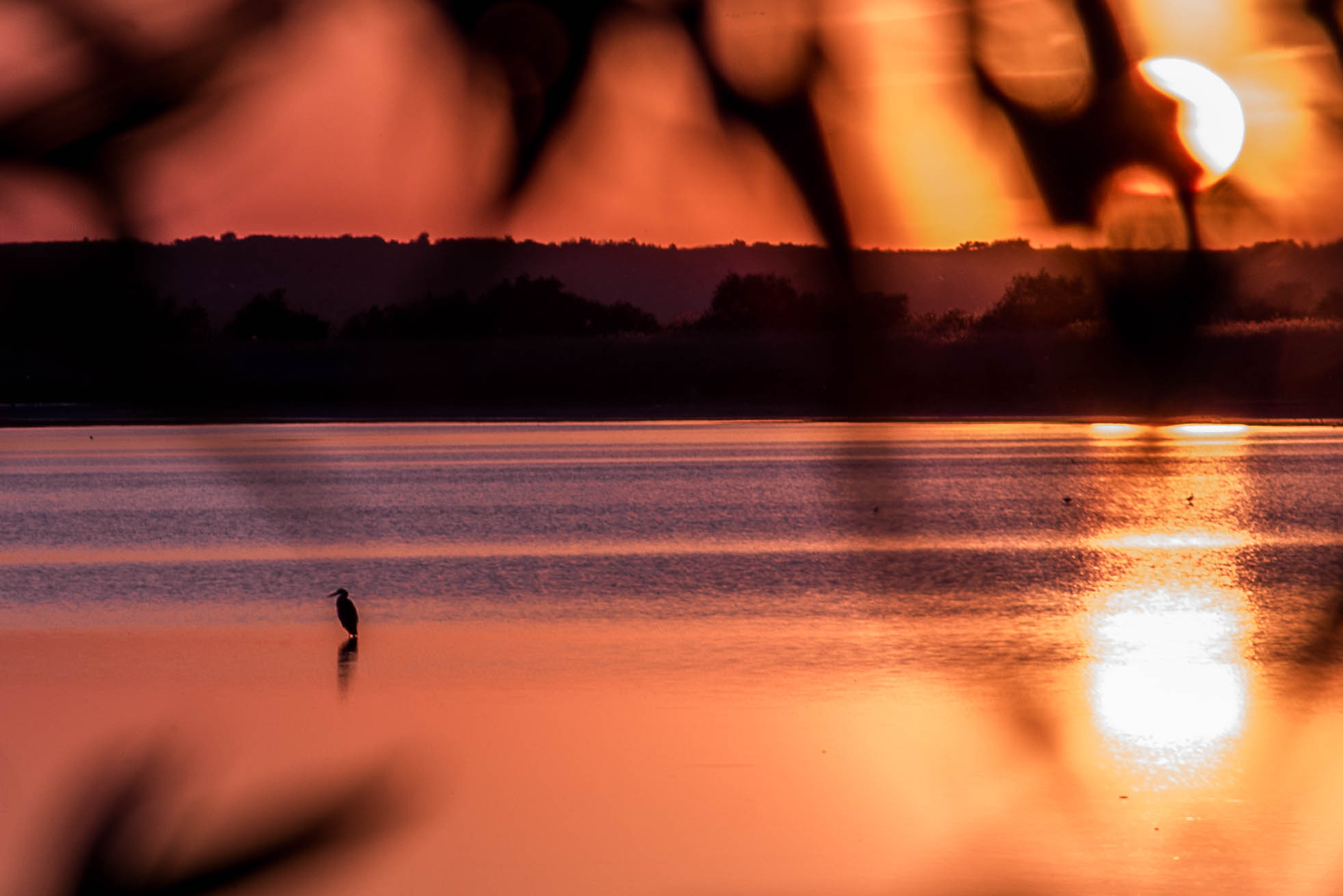
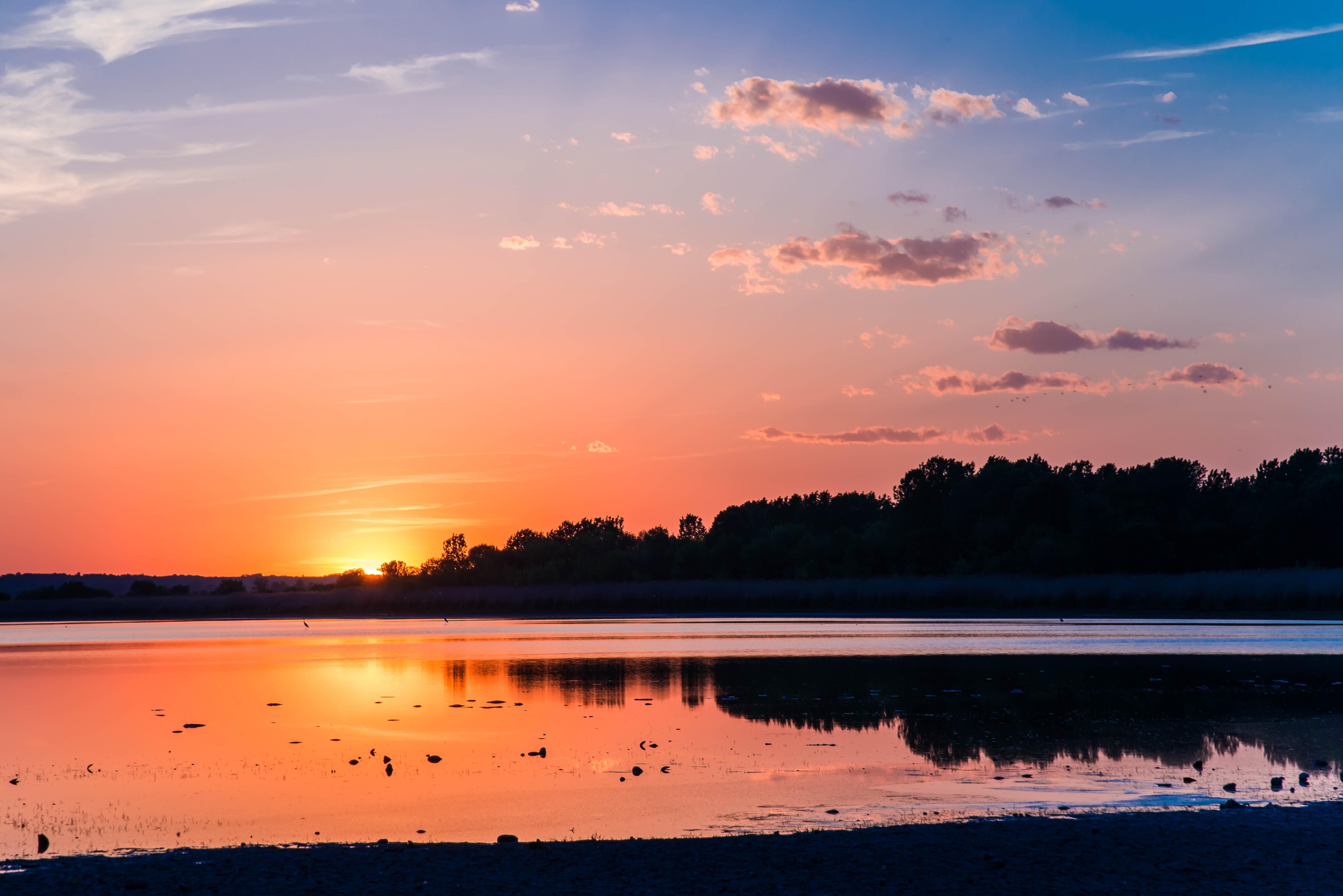
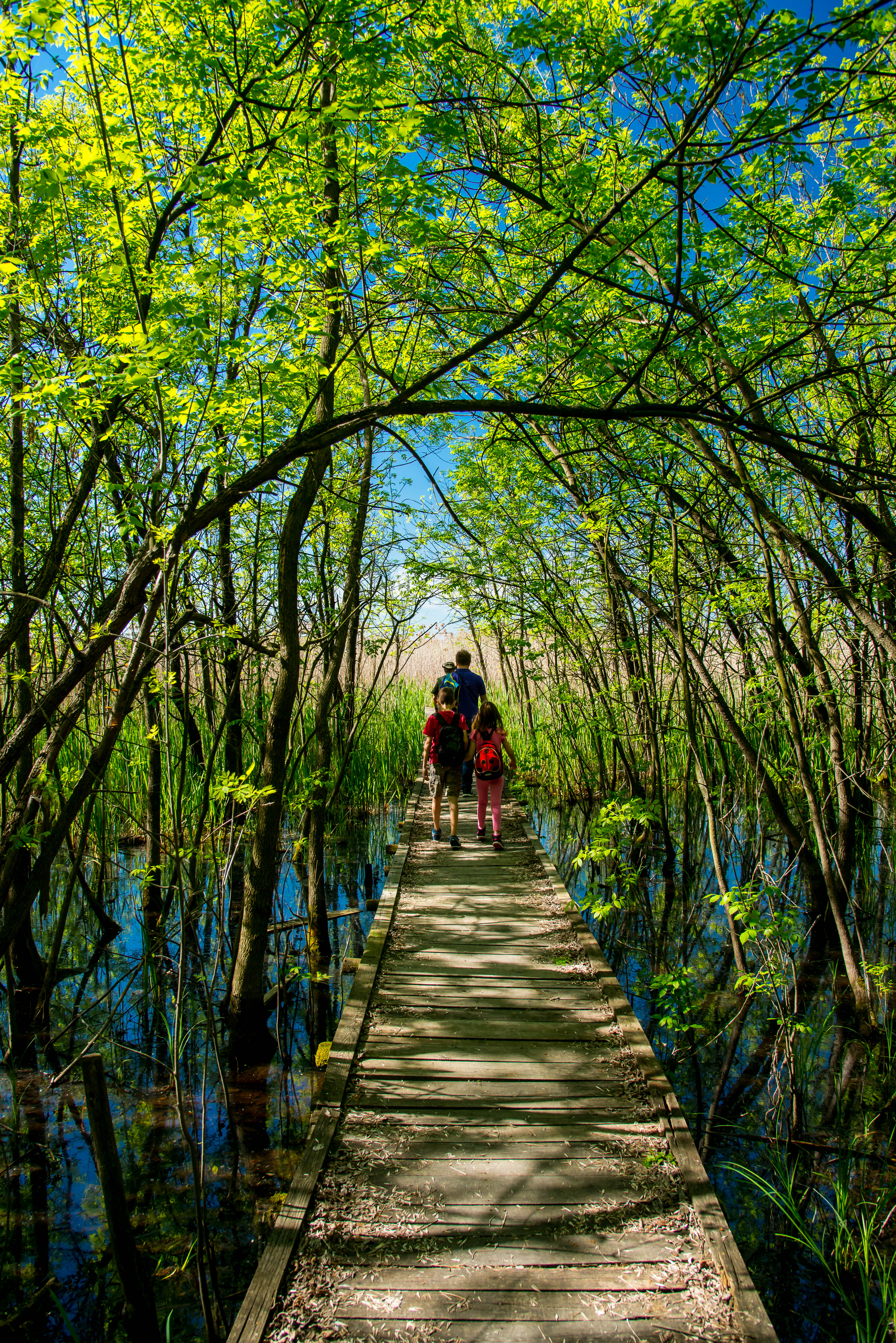
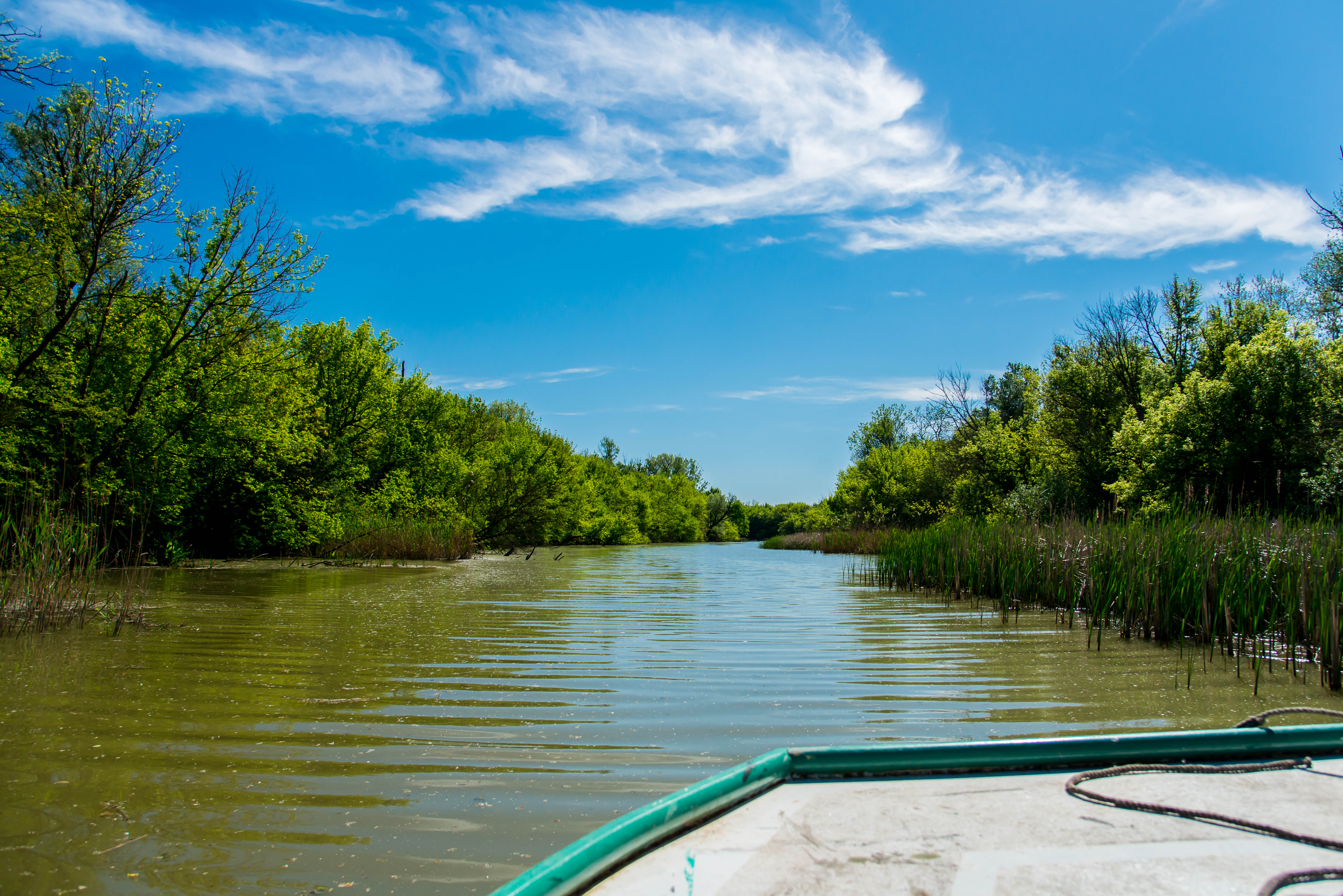
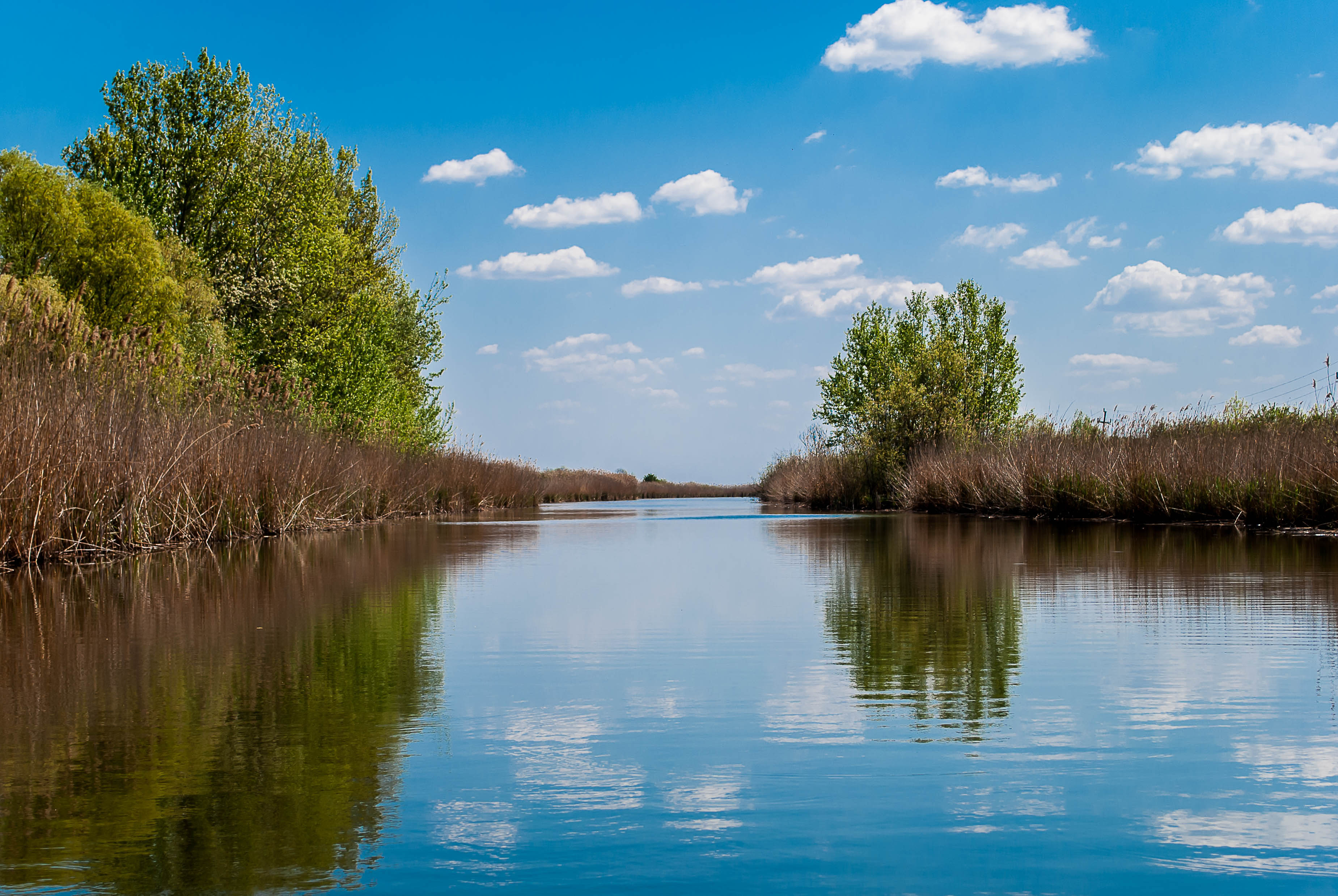